# Blue Star Sport Club
Maillots
Le Blue Star Sports Club, plus couramment abrégé en Blue Star SC, est un club srilankais de football fondé en 1978 et basé dans la ville de Kalutara, dans le sud-ouest du pays.

## Palmarès
| Compétitions nationales                                      | Compétitions internationales                             |
| ------------------------------------------------------------ | -------------------------------------------------------- |
| - Championnat du Sri Lanka (2) : - Champion : 2004, 2021-22. | - Coupe du président de l'AFC : - Demi-finaliste : 2005. |

## Présidents du club
- MD Sunil
- Mohamed Mohideen Mohamed Rizwan